# Principato di Pleß
Il Principato di Pless (o Ducato di Pless o Ducato di Pszczyna, in tedesco: Herzogtum Pleß), (in polacco: Księstwo Pszczyńskie) fu uno dei ducati della Slesia, con capitale appunto Pless (attuale Pszczyna, Polonia).

## Storia

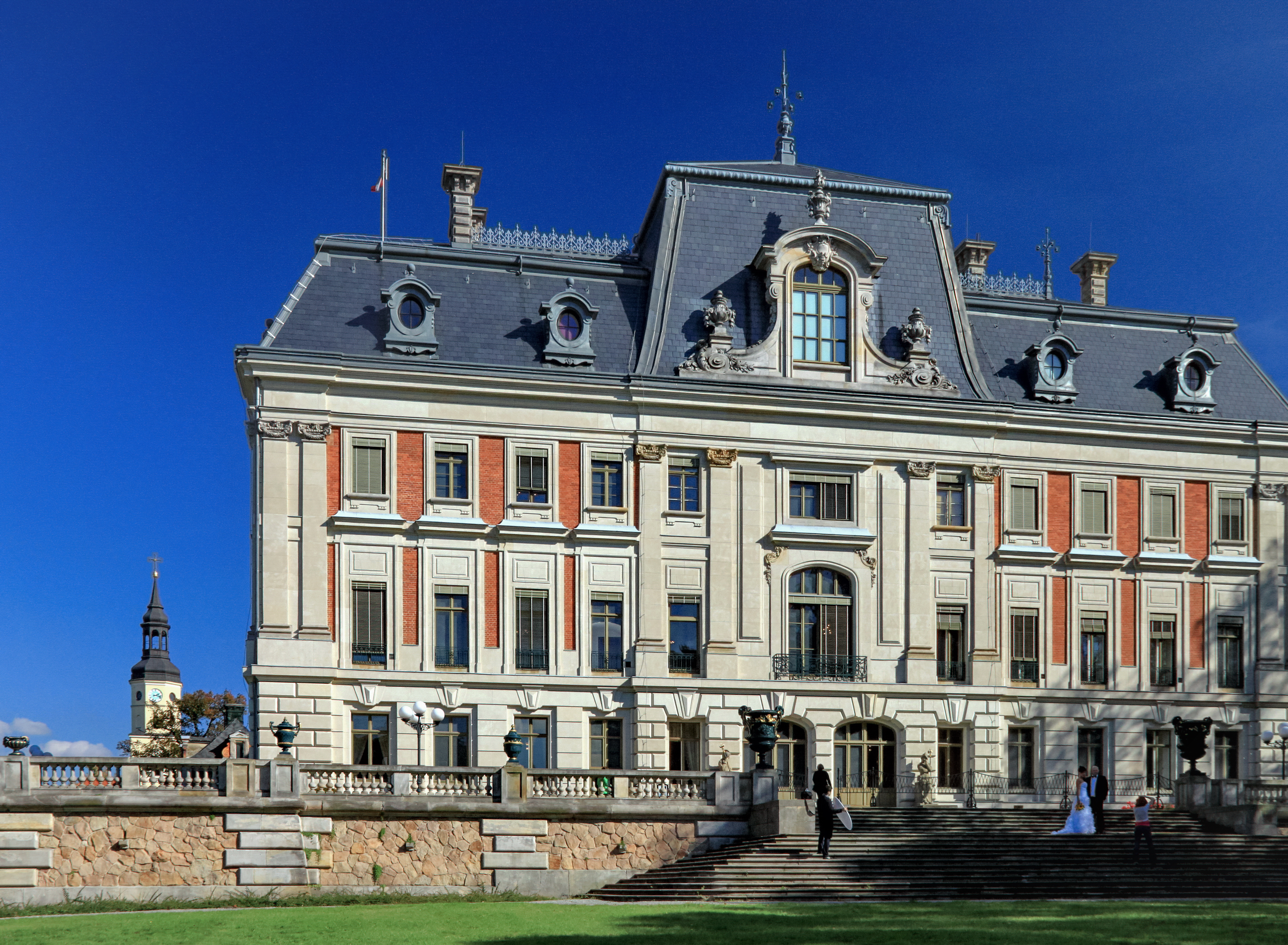
Castello di Pleß

Dopo la frammentazione del Regno di Polonia nel 1138 secondo il Testamento di Boleslao III Krzywousty, le terre attorno alla castellania di Pszczyna passarono al Ducato di Cracovia (la Dzielnica senioralna - "provincia del senior") della Piccola Polonia (Małopolska) sino al 1177, quando il re Casimiro II di Polonia le garantì al duca Mieszko I di Slesia (Miecislao IV di Polonia). Mieszko unì Pszczyna al suo Ducato di Racibórz. La linea di Racibórz dei Piast di Slesia si estinse nel 1336 con la morte del duca Leszek in quell'anno.
Prima della sua morte, Leszek assieme ad altri duchi della Slesia aveva accettato la vassalizzazione al re Giovanni di Boemia avvenuta nel 1327 che aveva posto il suo ducato sotto la tutela della corona boema, acquisita da Casimiro III di Polonia nel 1335 con il Trattato di Trenčín. Nel 1336, re Giovanni assegnò il ducato di Racibórz e quello di Pszczyna al duca Nicola II di Opava, membro della famiglia dei Přemyslidi, il quale aveva sposato la moglie dell'ultimo duca Leszek, Anna di Racibórz, e governò entrambi i ducati in unione personale.
Nel 1407 il nipote di Nicola, il duca Giovanni II di Opava e Racibórz, diede i territori di Pszczyna, Bieruń, Mysłowice e Mikołów come dote personale per la moglie Helena, nipote del re di Polonia Jogaila. Dopo l'acquisizione di molti villaggi a sud di Żory nel 1412, Helena alla morte del marito nel 1424 resse lo stato come duchessa di Pless, succeduta nel 1452 dalla nuora Barbara Rockenberg, moglie del figlio di Helena, il duca Nicola V di Ratibor-Jägerndorf, e il ducato tornò sotto le terre della corona boema.
Dal 1462, Pless passò ai figli del re boemo Giorgio Poděbrady, sin quando il duca Vittorio di Münsterberg nel 1480 non lo vendette al genero duca Casimiro II di Cieszyn. Nel 1517 il ducato venne acquisito da un magnate ungherese della famiglia Thurzó, il quale nuovamente lo vendette (con l'approvazione dell'imperatore Ferdinando I d'Asburgo, re di Boemia) nel 1548 al principe vescovo di Breslavia, Balthasar von Promnitz, la cui famiglia mantenne il ducato come possedimento personale sino al 1765.

### Principato di Pless
Durante la Guerra di successione austriaca gran parte della Slesia venne conquistata dal Regno di Prussia; ma i duchi, e poi i principi, di Pless rimasero a governare i loro territori indipendentemente rimanendo solo formalmente sottoposti al Brandeburgo a partire dal 1742.
I duchi di Anhalt-Köthen-Pless ereditarono il principato di Pless nel 1765 (discendenti dalla prima linea di duchi per linea femminile), sino a quando l'ultimo della famiglia non morì nel 1847 e venne succeduto da suo nipote, Hans Heinrich X, conte di Hochberg. Gli Hochberg, originari di Fürstenstein presso Waldenburg (in Bassa Slesia), si succedettero alla reggenza dello stato come una delle famiglie più ricche di tutto l'Impero, in parte per via delle grandi miniere presenti a Pless.
Gli Hochberg, ad ogni modo, non ebbero l'occasione di governare direttamente lo stato in quanto dal 1830 la Prussia aveva posto come condizione per la continuazione nell'esistenza del principato l'assoluto controllo dell'amministrazione statale ad eccezione della supervisione religiosa, delle opere di carità, dell'educazione delle scuole e della giurisdizione minore, che rimasero in mano alla famiglia reggente.

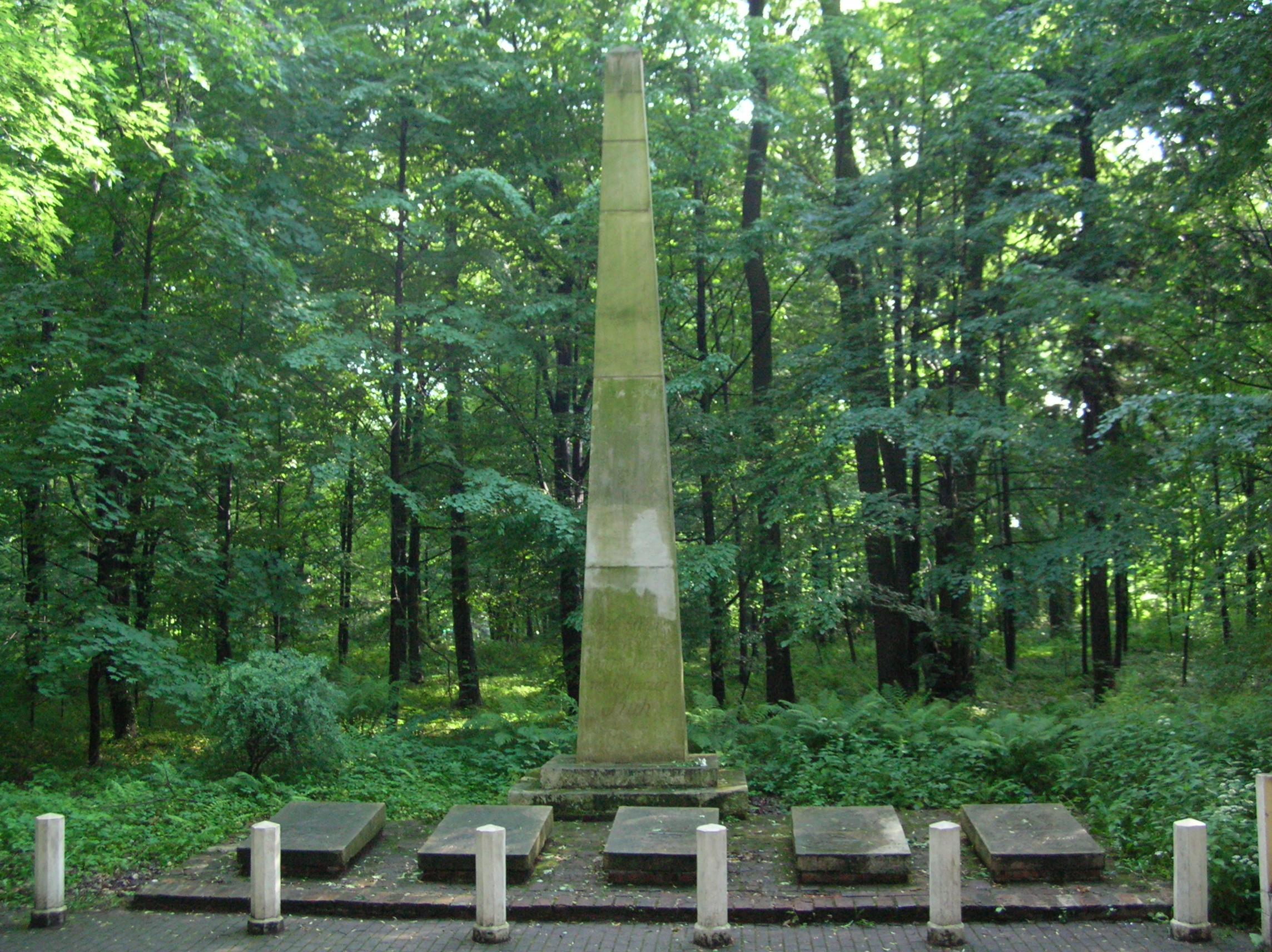
Tombe della famiglia di Anhalt-Köthen-Pless

I principi di Pless anche nell'Ottocento si dimostrarono dei signori attenti e benevolenti nei confronti del loro popolo. Hans Heinrich XI introdusse nel 1879 un moderno schema pensionistico prima della politica sociale di Bismarck e prendendo altre misure sociali a favore della popolazione più povera. Sotto il governo del figlio, ad ogni modo, i lavoratori si dimostrarono più scontenti al punto di elevare una petizione pubblica al Reichstag imperiale.
Alessandro II di Russia decise di donare a quell'epoca alla famiglia Hochberg una mandria di bisonti che sopravvisse alla caccia ed al bracconaggio sino alla prima guerra mondiale.
Gli Hochberg detenevano il titolo di principi di Pless nella parìa di Prussia, ma nel 1905 Hans Heinrich XI venne creato duca di Pless, titolo per lui valido unicamente a vita (il titolo fu motivato essenzialmente per il fatto che egli era stato principe per i cinquant'anni precedenti).
Hans Heinrich XV succedette al padre nel 1907, ed aveva sposato Mary Theresa Cornwallis-West, meglio conosciuta col nome di principessa Daisy Cornwallis-West. Hans Heinrich fu uno degli aiutanti dell'imperatore Guglielmo II di Germania durante la prima guerra mondiale e fu una figura rilevante nella preparazione delle conferenze di pace che si tennero proprio a Pless durante la guerra; e quando le potenze centrali decisero di ricreare il Regno di Polonia nel 1916 come un protettorato austro-germanico, Hans Heinrich fu tra quanti vennero considerati alla possibile successione di quel trono vacante, per via dei propri antenati di ascendenza polacca.
Il governo prussiano tentò di assimilare o meglio "germanizzare" i polacchi su questi territori conquistati, culminando nell'atto di espropriazione polacca del 1908, a quale Hans Heinrich XV si oppose. I maggiori sforzi per difendersi dalla germanizzazione vennero portati avanti sul giornale locale Tygodnik Polski Poświęcony Włościanom ("Settimanale polacco per proprietari terrieri"), che fu il primo giornale stampato in lingua polacca presente nell'Alta Slesia. ma la città di Pless, che dal 1829 vantava il 94,3% di popolazione di etnia polacca, l'aveva vista ridursi già dal 1867 all'86%. Dopo il 1918, con la fine della monarchia in Germania, i privilegi principeschi vennero aboliti e con essi nel 1919 i titoli nobiliari. Col plebiscito del 20 marzo 1921, secondo gli accordi del Trattato di Versailles, il 75% dei votanti nelle terre del principato di Pless si dichiararono favorevoli all'unione con la Polonia; ed il principato terminò di esistere e confluì nella Seconda Repubblica di Polonia nel 1922.

## Reggenti di Pless

### Duchi di Pless
- Leszek di Racibórz (?-1336), anche duca di Racibórz
- Nicola II di Opava e Racibórz (1336-?), anche duca di Opava e Racibórz

...
- Giovanni II di Opava e Racibórz (?-1407), anche duca di Opava e Racibórz
- Helena Jagellona (1407-1452)
- Barbara Rockenberg (1452-1462)
- Vittorio di Münsterberg (1462-1480), anche duca di Münsterberg
- Casimiro II di Cieszyn (1480-1517), anche duca di Cieszyn

Declassamento del ducato a principato e passaggio prima alla casata di Thurzo 1517-1548 e poi alla casata di Promnitz

### Principi di Pless
- Baldassarre (1548-1562), anche principe vescovo di Breslavia
- Sigfrido (1562-1597), fratello di Baldassarre
- Enrico Anselmo (1597-1622)
- Sigismondo Sigfrido (1622-1654)
- Ermanno Leopoldo (1654-1679)
- Baldassarre Ermanno (1679-1703)
- Ermanno II (1703-1745)
- Giovanni Ermanno (1745-1765)

Passaggio del principato alla casata di Anhalt-Köthen
- Federico Ermanno (1765-1797)
- Ferdinando Federico (1797-1818), anche duca di Anhalt-Köthen
- Enrico (1818-1830)
- Luigi (1830-1841)
- Enrico (1841-1847), anche duca di Anhalt-Köthen

Passaggio del principato alla casata di Hochberg
- Hans Heinrich X (1847 - 1855)
- Hans Heinrich XI (1855 - 1907)
- Hans Heinrich XV (1907-1918)

Il principato passa alla Polonia